# 腹横筋
腹横筋（ふくおうきん、英語: transversus abdominis muscle）は、腹部の筋肉のうち腹壁外側部を走る側腹筋の一つ。内腹斜筋の深層に存在し、第７～第１２肋軟骨内面（下位肋骨）、鼠径靱帯、腸骨稜、胸腰筋膜を起始とし、水平に外側に向かって走り、腱膜に移行して腹直筋鞘に付着する。いわゆるインナーマッスルの1つ。
下位肋骨を下方に引き、腹圧を高める作用がある。
代表的なトレーニング方法はプローン・ブリッジ (prone bridge) である。